# Asparagus hajrae
Asparagus hajrae là một loài thực vật có hoa trong họ Măng tây. Loài này được Kamble mô tả khoa học đầu tiên năm 1996.